# Serra Riccò
Serra Riccò (ligur nyelven A Særa, Særa Ricò) település Olaszországban, Liguria régióban, Genova megyében. Lakosainak száma 7533 fő (2023. január 1.). Serra Riccò Casella, Genova, Mignanego, Montoggio, Sant’Olcese és Savignone községekkel határos.

## Népesség
A település lakossága az elmúlt években az alábbi módon változott:
| Lakosok száma | 7816 | 7826 | 7533 |
|               | 2017 | 2018 | 2023 |